# Elize
Elize (latinsky elisio – „vysunutí, vynechání“) je gramatický jev, kdy při použití dvou různých slov po sobě odpadá koncová samohláska prvního z nich (což je zpravidla člen). Nastává to v případech, kdy by následující samohláska musela být oddělena hiátem. V písmu se pak vypuštěná hláska označí apostrofem a slova se vyslovují bez oddělení. Elize se vyskytuje například ve francouzštině a v italštině. V němčině dochází například ke sražení předložky a určitého členu.
Příklady:
- francouzština: la + ombre = l'ombre – „stín“; ce + est = c'est – „to je“; v jiných případech se samohlásky oddělují souhláskou [t]: ce + homme = cet homme – „tento muž“
- italština: la + Italia = l'Italia – „Itálie“
- španělština: de + el = del – od (někud)
- němčina: zu + dem = zum – k (tomu)